# Ojo de Agua (Sonora)
Ojo de Agua es un pueblo del municipio de Cumpas ubicado en el centro-este del estado mexicano de Sonora, en la zona de la Sierra Madre Occidental. El pueblo es la tercera localidad más habitada del municipio, ya que según los datos del Censo de Población y Vivienda realizado en 2020 por el Instituto Nacional de Estadística y Geografía (INEGI), Ojo de Agua tiene un total de 597 habitantes. Se encuentra sobre la carretera federal 17, que va desde Moctezuma a Agua Prieta, específicamente en el tramo Cumpas–Los Hoyos.

## Geografía
Ojo de Agua se sitúa en las coordenadas geográficas 30°01'58" de latitud norte y 109°47'20" de longitud oeste del meridiano de Greenwich, a una elevación de 769 metros sobre el nivel del mar.